# Sony Michel
Sony Michel (* 17. Februar 1995 in Orlando, Florida) ist ein ehemaliger US-amerikanischer American-Football-Spieler auf der Position des Runningbacks in der National Football League (NFL). Mit den New England Patriots konnte Michel 2019 den Super Bowl LIII sowie 2022 mit den Los Angeles Rams den Super Bowl LVI gewinnen.

## College

### Georgia (2014–2017)
Sony Michel spielte vier Jahre lang als Runningback an der University of Georgia für die Georgia Bulldogs. Während der vier Jahre am College bildete Michel ein Runningback-Duo zusammen mit Nick Chubb, welcher 2018 in der zweiten Runde von den Cleveland Browns ausgewählt wurde. Zusammen brachen Michel und Chubb den Rekord für die meisten erlaufenen Yards eines Duos am College und lösten damit den Hall of Famer Eric Dickerson und seinen Partner Craig James ab.
In seiner zweiten Saison am College hatte Michel die meisten Läufe und Passfänge seiner College-Karriere. Dies hing mit dem Abgang von Todd Gurley, welcher in die NFL wechselte, sowie der Verletzung von Chubb zusammen. In seinem dritten Jahr am College gingen seine Werte zurück, weil er durch den wieder gesunden Chubb zu weniger Spielzeit kam. Im letzten Jahr am College spielte Michel seine beste Saison. Er erlief 1.227 Yards bei einem Schnitt von starken 7,9 Yards pro Lauf und erzielte dabei 16 Touchdowns. Ebenfalls war die Saison 2017 auch die erfolgreichste Saison für das gesamte Team während Michels Zeit am College. Schon die ersten drei Jahre am College konnte Michel mit den Bulldogs jeweils das Bowl Game für sich entscheiden und erzielte dabei immer mindestens einen Touchdown. 2017 konnte er dann mit Georgia den Division-Titel mit 12-1 in der regulären Saison gewinnen. Außerdem konnte man erstmals nach 2005, durch einen Sieg gegen Auburn in dem SEC Championship Game, die Conference gewinnen.
Weiter konnte sich Michel mit Georgia für die College Football Playoffs qualifizieren. Im Rose Bowl, dem Halbfinale der Playoffs, konnte man in der zweiten Overtime gegen Oklahoma gewinnen. Michel erzielte in dem Spiel drei Touchdowns und entschied mit seinem letzten Touchdown in der Verlängerung das Spiel für sein Team. Im Finale verlor Georgia knapp gegen Alabama in Overtime.

### College-Statistik
| Jahr                             | Team   | Spiele | Läufe | Yards | Avg. Yards | TD (Lauf) | TD (Luft) |
| -------------------------------- | ------ | ------ | ----- | ----- | ---------- | --------- | --------- |
| 2014                             | UGA    | 8      | 64    | 410   | 6,4        | 5         | 1         |
| 2015                             | UGA    | 13     | 218   | 1.136 | 5,2        | 8         | 3         |
| 2016                             | UGA    | 12     | 152   | 840   | 5,5        | 4         | 1         |
| 2017                             | UGA    | 14     | 156   | 1.227 | 7,9        | 16        | 1         |
| Gesamt                           | Gesamt | 47     | 590   | 3.613 | 6,1        | 33        | 6         |
| Quelle: College-Statistik Michel |        |        |       |       |            |           |           |

## NFL

### Draft
Sony Michel wurde beim NFL Draft 2018 in der ersten Runde an 31. Stelle von den New England Patriots gedraftet. Damit war er der dritte Runningback, der 2018 gedraftet wurde, lediglich Saquon Barkley und Rashaad Penny wurden vorher ausgewählt.

### New England Patriots
Michel unterschrieb bei den Patriots einen Vierjahresvertrag über 9.698.868 US-Dollar. In der Vorbereitungszeit auf seine erste Saison verletzte Michel sich im Training am Knie, sodass er die Spiele der Preseason 2018 verpasste. Auch die erste Woche der Regular Season verpasste Michel aufgrund seiner Verletzung. In der zweiten Woche seiner Rookie-Saison (2018) feierte Michel sein NFL-Debüt gegen die Jacksonville Jaguars. In Woche 4, beim Spiel gegen die Miami Dolphins, konnte Michel seinen ersten Touchdown in der Liga erzielen, außerdem erlief er erstmals über 100 Yards in einem NFL-Spiel. In der darauffolgenden Woche gegen die Indianapolis Colts konnte er seine gute Leistung mit einem weiteren Touchdown und 98 Yards bestätigen. Bereits eine Woche später hatte er gegen die Kansas City Chiefs sein zweites Spiel mit über 100 Yards Raumgewinn, weiter erzielte Michel erstmals 2 Touchdowns in einem Spiel. Während der Saison verletzte Michel sich leicht am Knie und verpasste deshalb zwei Spiele der Patriots.
Zwei Wochen nach seiner kurzzeitigen Verletzungspause stellte Michel eine neue Karrierebestleistung auf, beim Sieg gegen die New York Jets erlief er 133 Yards. In den letzten fünf Spielen der regulären Saison gelang ihm nur ein weiteres Spiel mit über 100 Yards Raumgewinn, in dem Spiel erzielte er auch seinen einzigen Touchdown in diesem Zeitraum. Er beendete seine Rookie-Saison mit 931 Yards Raumgewinn durch den Lauf sowie 6 erzielten Touchdowns, mit den Patriots erreichte er die Play-offs. In der Divisional Round gegen die Los Angeles Chargers hatte Michel mit 3 erzielten Touchdowns einen großen Anteil am Sieg der Patriots. Auch beim Sieg im AFC Championship Game gegen die Chiefs konnte er mit 2 Touchdowns seiner Franchise helfen. Ebenfalls erlief er wie im Spiel zuvor über 100 Yards. Am 3. Februar 2019 gewann Michel mit den Patriots den Super Bowl LIII mit 13-3 gegen die Los Angeles Rams. Mit 94 Yards Raumgewinn sowie dem einzigen Touchdown im gesamten Spiel hatte Michel einen wesentlichen Anteil am Erfolg seines Teams.

### Los Angeles Rams
Am 25. August 2021 gaben die Patriots Michel im Austausch gegen einen Sechstrundenpick 2022 und einen Viertrundenpick 2023 an die Los Angeles Rams ab. Bei den Patriots wurde er neben Damien Harris und James White durch die Auswahl von Rhamondre Stevenson in der vierten Runde des Drafts 2021 entbehrlich, während die Rams nach dem verletzungsbedingten Ausfall von Cam Akers im Backfield relativ schwach besetzt waren. In der Saison 2021 gewann Michel mit den LA Rams den Super Bowl LVI.

### Miami Dolphins
Im Mai 2022 nahmen die Miami Dolphins Michel unter Vertrag. Da er in der Saisonvorbereitung nicht überzeugen konnten und die Dolphins auf seiner Position bereits gut besetzt waren, wurde Michel am 29. August 2022 entlassen.

### Los Angeles Chargers
Am 31. August 2022 verpflichteten die Los Angeles Chargers Michel. Bei den Chargers absolvierte er in zehn Spielen 36 Läufe für 106 Yards und fing neun Pässe für 53 Yards. Am 31. Dezember 2022 wurde er von den Chargers entlassen.

### Rückkehr zu den Los Angeles Rams und Karriereende
Im Juni 2023 nahmen die Los Angeles Rams Michel erneut unter Vertrag. Am 29. Juli 2023 erklärte er im Alter von 28 Jahren kurz nach Beginn der Saisonvorbereitung seinen Rücktritt.